# Gandalfus puia
Gandalfus puia is een krabbensoort uit de familie van de Bythograeidae. De wetenschappelijke naam van de soort is voor het eerst geldig gepubliceerd in 2007 door McLay.